# جورج بایرر
جورج بایرر (آلمانی: Georg Bayerer; ۹ آوریل ۱۹۱۵ – ۶ ژوئن ۱۹۹۸) بازیکن و مربی فوتبال اهل آلمان بود.
از باشگاه‌هایی که در آن بازی کرده‌است می‌توان به باشگاه فوتبال بایرن مونیخ، باشگاه فوتبال مونیخ ۱۸۶۰، و باشگاه فوتبال نورنبرگ اشاره کرد.